# Tarik Hodžić
Tarik Hodžić (* 1. prosince 1951, Sarajevo) je bývalý jugoslávský fotbalový útočník bosenského původu a později fotbalový trenér. Mimo Jugoslávii hrál na klubové úrovni v Belgii a Turecku.

## Fotbalová kariéra
V sezóně 1983/84 se stal v dresu Galatasaray SK se 16 vstřelenými brankami nejlepším střelcem turecké nejvyšší fotbalové ligy. Stal se prvním cizincem v historii turecké první ligy, kterému se to podařilo.

## Trenérská kariéra
Jako trenér vedl krátce v roce 1997 Željezničar Sarajevo.